# آبی مقدس
راج آبی با نام علمی (نام علمی: Celastrina argiolus) یک پروانه از گونه پرنیان‌بالان و بومی اوراسیا و آمریکای شمالی است.
این پروانه دارای بال‌های نقره‌آبی با نقاط عاجی رنگ است. در حقیقت گونه نر این پروانه دارای بال‌های بنفش آبی است که در حاشیه بال‌ها سفید رنگ است ولی گونه ماده آن بال‌هایش به شکل گسترده با رنگ تیره محدود شده است.
تخم‌ها بسیار مسطح و سفید هستند. لاروها نیز به رنگ سبز یا قهوه‌ای با نقاط زرد و سفید در پشتشان هستند.
راج آبی پروانه ملی کشور فنلاند است.